# Адам из Дамерхэма
Адам из Дамерхэма, или Домерхэма (англ. Adam of Damerham, или Adam of Domerham, лат. Adamus Domerhamensis, или Adamus Glastoniensis; до 1247 — после 1291, возможно 1295) — английский хронист, монах-бенедиктинец из аббатства в Гластонбери, автор «Истории деяний Гластонбери».

## Биография
Уроженец деревни Дамерхэм в Уилтшире (ныне Гэмпшир), принадлежавшей аббатству Гластонбери.
Некоторые высказывания в его историческом сочинении позволяют предполагать, что постриг в Гластонбери он принял при аббате Майкле из Эймсбери (1235—1252), когда обитель переживала нелёгкие времена, потеряв немало владений после подчинения её валлийской епархии епископом Бата и Уэльса Савариком Фитц Гелдвином.
После увольнения в 1255 году аббата Роджера Форда епископом Батским Уильямом Биттоном, Адаму, ставшему к этому времени келарем, вместе с четырьмя другими монахами поручено было избрать на должность настоятеля «компромиссную» фигуру, которой стал Роберт Петертон. Однако Роджер был восстановлен в своей должности папой Александром IV, и Роберт стал аббатом лишь после него, оставаясь им вплоть до своей смерти в 1274 году, когда его сменил Джон Тонтон.
К этому времени Адам занимал ответственную должность эконома, проявив недюжинную энергию в деле защиты имущества обители от притязаний епархии Бата и Уэльса. Умер в обители Гластонбери после 1291 года.

## Сочинения
Автор «Истории деяний Гластонбери» (лат. Historia de Rebus gestis Glastoniensibus), являющейся продолжением хроники Уильяма Мальмсберийского «Древности Гластонбери» (лат. De Antiquitate Glastoniæ) с 1126 года, когда настоятелем обители стал Генрих Блуаский, впоследствии епископ Винчестерский, и доводящей изложение событий до смерти в 1291 году аббата Джона Тонтона.
В предисловии Адам сообщает, что главной целью его сочинения является побудить читателей к защите привилегий и благосостояния Гластонберийской обители, а также повысить в их глазах престиж католической церкви. Значительную часть текста его хроники занимают папские буллы, хартии и др. документы. Адам подробно описывает церковные и монастырские дела, уделяя значительное внимание борьбе Гластонберийского аббатства с епископами Бата и Уэльса, и гораздо меньшее — событиям в остальном королевстве.
Помимо описаний церковных интриг и судебных тяжб, большой интерес представляет его сообщение о визите короля Эдуарда I с супругой и архиепископом Кентерберийским Робертом Килуордби в Гластонбери на Пасху 19 апреля 1278 года, когда там открыта была найденная ещё в 1191 году гробница короля Артура и королевы Гвиневеры и торжественно обретены их мощи, а также рассказы о восстановлении после сильного пожара 1184 года в монастыре реликвариев Св. Патрика, Св. Индрахта, Св. Гильды и Св. Дунстана и древней часовни Св. Бригитты Ирландской на острове Бекери.
Иногда утверждается, что Адам доводит изложение событий в своей хронике до 1290 года, когда якобы умер аббат Джон Тонтон, однако он описывает в ней похороны королевы Элеоноры Кастильской 27 декабря 1290 года, а также рассказывает о приглашении аббата Джона Тонтона на похороны матери короля Элеоноры Прованской, состоявшиеся 26 июня 1291 года в Эймсбери.
Хроника Адама из Дамерхэма сохранилась в двух манускриптах: первый из них, из собрания Тринити-колледжа в Кембридже (MS R.5.33 (724)), является, возможно, авторской копией и переписан в конце XIII — начале XIV века, второй хранится в Британской библиотеке (MS 22934) и датируется XIV столетием. Хроника впервые была опубликована по первой из рукописей в 1727 году в двух томах в Оксфорде историком и антикварием Томасом Хирном.